# Budislav
Budislav, czeski: Budivoj, niem.: Budilov (zm. 10 lipca 1226 r. w Rzymie) – czeski duchowny katolicki, biskup praski od 1225 r.

## Życiorys
Data jego urodzenia nie jest znana, tak jak i pochodzenie, chociaż przyjmuje się, że wywodził się z rodu panów ze Švábenic. W 1226 r. po odwołaniu biskupa Peregrina z funkcji ordynariusza praskiego przez Honoriusza III, co wynikało z braku uzyskania prowizji papieskiej, odbyły się ponowne wybory biskupa praskiego, w których zwyciężył Budislav.
26 czerwca 1226 r. został on wyświęcony w Rzymie na biskupa, po czym niedługo potem zmarł szykując się do wyprawy powrotnej do Czech. Miejsce jego pochówku nie jest znane.